# Pinguicula moctezumae
Espèce
Classification phylogénétique
Pinguicula moctezumae est une espèce de plantes à fleurs de à la famille des Lentibulariacées. C'est une plante carnivore vivace de 10 centimètres de diamètre. Les feuilles sont filiformes en été de couleur verte. Elles sont courtes et charnues en hiver. Ses fleurs sont roses.

## Milieu naturel
Son milieu naturel est le Mexique dans l'État d'Hidalgo et dans celui de Querétaro. Elle apprécie les climats secs.

## Parasites et maladies
Les champignons du genre Fusarium sont ses principaux parasites.[réf. nécessaire]

## Systématique
Le nom correct complet (avec auteur) de ce taxon est Pinguicula moctezumae Zamudio (d) & R.Z.Ortega (d).